# Elachista veruta
Elachista veruta is een vlinder uit de familie grasmineermotten (Elachistidae). De wetenschappelijke naam van deze soort is voor het eerst geldig gepubliceerd in 2008 door Kaila.
De soort komt voor in tropisch Afrika.